# Wieprz (gmina)
Wieprz – gmina wiejska w województwie małopolskim, w powiecie wadowickim. W latach 1975–1998 gmina położona była w województwie bielskim. Siedziba gminy to Wieprz.
Według danych z 2018 roku gminę zamieszkiwało 12 288 osób. Natomiast według danych z 31 grudnia 2019 roku gminę zamieszkiwały 12 432 osoby.
Gmina położona jest w obrębie Pogórza Śląskiego, nad rzekami Wieprzówką i Frydrychówką, ograniczonego od północy Kotliną Oświęcimską. Rzeźba terenu jest falista, pagórkowata, przechodząca ku południu w wysoką, pagórkowatą. Północną część gminy zajmują głównie stawy, a wzdłuż rzek rozwinął się system taras rzecznych. Przez jej teren przebiega pieszy, letni szlak turystyczny z Głębowic przez Gierałtowiczki i Gierałtowice do Frydrychowic.

## Struktura powierzchni
Według danych z roku 2002 gmina Wieprz ma obszar 74,51 km², w tym:
- użytki rolne: 80%
- użytki leśne: 9%

Gmina stanowi 11,54% powierzchni powiatu.

## Gospodarka
Gmina Wieprz ma przede wszystkim charakter rolniczy, 90% użytków rolnych jest w posiadaniu indywidualnych gospodarstw rolnych nastawionych na hodowlę trzody chlewnej i bydła mlecznego. Działalność gospodarczą prowadzi około 400 podmiotów. W 2011 r. dochody gminy na 1 mieszkańca wyniosły: 2970 zł.
Podmioty gospodarki narodowej w rejestrze REGON 2011 roku w gminie Wieprz na tle powiatu wadowickiego
| Podmioty gospodarki narodowej | Powiat | Powiat | Gmina | Gmina |
| ----------------------------- | ------ | ------ | ----- | ----- |
| Ogółem                        | 15 637 | 15 637 | 818   | 818   |
| w tym w sektorze: rolniczym   | 441    | 441    | 47    | 47    |
| przemysłowym                  | 3415   | 3415   | 135   | 135   |
| budowlanym                    | 2150   | 2150   | 153   | 153   |

W Gminie działa kilka średniej wielkości przedsiębiorstw m.in.:
- Mleczarnia w Wieprzu. Historia mleczarni sięga początków XX wieku. W lipcu 1911 roku do rejestru sądowego w pobliskich Wadowicach wpisano zorganizowaną spółdzielnię pod nazwą "Spółka Mleczarska w Wieprzu". W roku 1969 nastąpiło połączenie Okręgowych Spółdzielni Mleczarskich w Wieprzu i Wadowicach. 1 sierpnia 1992 roku nastąpiło odłączenie się Wieprza od OSM Wadowice i powstanie samodzielnej jednostki – Spółdzielni Mleczarskiej w Wieprzu
- Regionalnie firmy zajmujące się produkcją kotłów na paliwa stałe i gaz

## Demografia
Dane z terenu Gminy Wieprz – 2011 rok:
| Opis                              | Ogółem | Ogółem | Kobiety | Kobiety | Mężczyźni | Mężczyźni |
| --------------------------------- | ------ | ------ | ------- | ------- | --------- | --------- |
| jednostka                         | osób   | %      | osób    | %       | osób      | %         |
| populacja                         | 11 970 | 100    | 5914    | 49,4    | 6056      | 50,6      |
| gęstość zaludnienia (mieszk./km²) | 161    | 161    | 79,53   | 79,53   | 81,46     | 81,46     |

Dane z terenu gminy Wieprz i powiatu wadowickiego

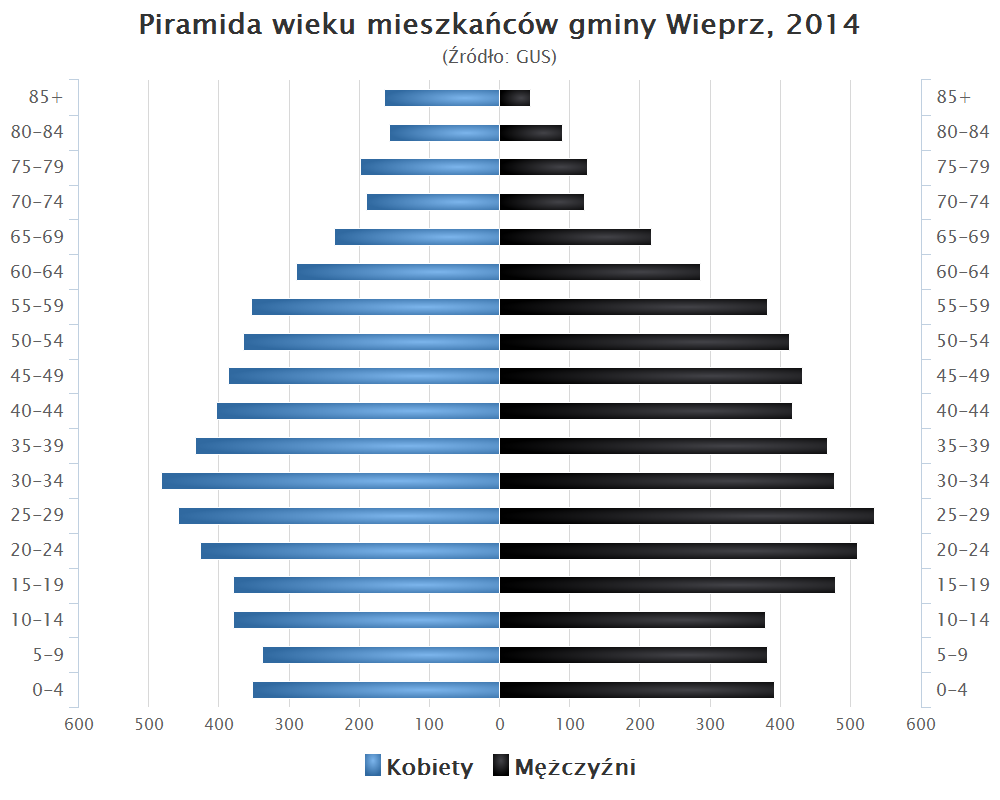
Piramida wieku mieszkańców gminy Wieprz w 2014 roku

| Wybrane dane demograficzne z 2011 roku | Powiat  | Powiat  | Gmina | Gmina | Powiat = 100 | Powiat = 100 |
| -------------------------------------- | ------- | ------- | ----- | ----- | ------------ | ------------ |
| Ludność w wieku                        | osób    | osób    | osób  | osób  | %            |              |
| przedprodukcyjnym                      | 32 901  | 32 901  | 2802  | 2802  | 8,5          | 8,5          |
| produkcyjnym                           | 100 534 | 100 534 | 7421  | 7421  | 7,4          | 7,4          |
| poprodukcyjnym                         | 24 919  | 24 919  | 1747  | 1747  | 7,0          | 7,0          |

## Imprezy i zawody cykliczne
- Święto Gminy Wieprz[6]

## Miejscowości
Na terenie gminy znajduje się 6 sołectw we wsiach:
Frydrychowice, Gierałtowice, Gierałtowiczki, Nidek, Przybradz, Wieprz.

## Sąsiednie gminy
Andrychów, Kęty, Osiek, Przeciszów, Tomice, Wadowice, Zator